# Parafia św. Walentego w Kłocku
Parafia Świętego Walentego w Kłocku – parafia rzymskokatolicka, znajdująca się w diecezji włocławskiej, w dekanacie sieradzkim II.

## Proboszczowie
- ks. Władysław Kopytowski (1972–1997)
- ks. Marian Bronikowski (1997–2004)
- ks. Jan Siedlecki (2004–2021)[2]
- ks. Janusz Tomczak (od 2021)[2]